# 美國公路安全保險協會
美国公路安全保险协会（英語：Insurance Institute for Highway Safety，縮寫成IIHS），是美国一家由汽车保险公司资助的非盈利性第三方机构，也因為非官方身份，撞擊測試的受測車輛是直接購入市售車款進行，而非由車廠自行提供，分級也更為嚴苛，所以地位極其重要，甚至可比擬政府的NHTSA，等於是美國的安全測試權威。

## 碰撞测试

### 测试项目
| - 25%正面偏置碰撞：此项目对汽车的安全性要求非常高，以64km/h车速碰撞不可变形壁障，极大考验车身骨架。 - 40%正面偏置碰撞 - 侧面碰撞 - 儿童安全座椅测试 | - 车顶强度测试：使用金属板以一定的角度和速度撞击车顶，然后测量车顶凹陷程度。 - 鞭打测试 - 车辆防碰撞系统测试 |  |

### 成绩
分为G（优秀）、A（良好）、M（及格）、P（不及格）

## 类似机构
- 中国保险汽车安全指数C-IASI（中国）
  - 由同样是保险公司资助组建的“中保研汽车技术研究院有限公司（CIRI）”所建立的汽车安全性能评价体系
- 中國新車評價規程C-NCAP（中國）
- 歐盟新車安全評鑑協會E-NCAP（歐洲）

## 內部連結
- 美國國家公路交通安全管理局

## 外部連結
- IIHS官方網站 （页面存档备份，存于）
- C-IASI 官方网站 （页面存档备份，存于）
- YouTube上的IIHS頻道